# Rokitno (osiedle typu miejskiego)
Rokitno (ukr. Рокитне, Rokytne), do 1922 Ochotnikowo – osiedle typu miejskiego na Ukrainie, siedziba administracyjna rejonu w obwodzie rówieńskim. Stacja kolejowa Rokitno Wołyńskie na linii Lublin – Kowel – Sarny – Korosteń – Kijów.

## Historia
Pod koniec XIX w. rosyjski generał Ochotnikow, właściciel miejscowego majątku, doprowadził do wybudowania przy wsi Rokitno huty szkła i osiedla robotniczego; kilka lat później przy hucie powstała stacja kolejowa. Zapoczątkowało to rozwój miejscowości, którą od nazwiska założyciela nazwano Ochotnikowem (wieś Rokitno zachowała odrębność administracyjną).
15 kwietnia 1927 miejscowość otrzymała prawa miejskie. 1 października 1933 włączono do niej obszar koszar Korpusu Ochrony Pogranicza z gminy Kisorycze.
Do 1945 roku miasto znajdowało się w ówczesnym pow. sarneńskim w dawnym województwie wołyńskim. Stanowiło garnizon macierzysty batalionu KOP „Rokitno” i placówki wywiadowczej KOP nr 7.
Podczas II wojny światowej 15 kwietnia 1942 roku Niemcy założyli w Rokitnie getto dla ludności żydowskiej, do którego przesiedlili także Żydów z okolicznych wsi. 26 sierpnia 1942 roku getto zostało zlikwidowane – na miejscu zginęło około 400 osób, 600 osób przewieziono do getta w Sarnach, zdołało zbiec około 300. W 1943 roku Rokitno było miejscem, do którego kierowali się polscy uchodźcy z rzezi wołyńskiej. Ze stacji kolejowej w Rokitnie Niemcy wywozili uchodźców na roboty przymusowe w III Rzeszy. Spośród polskich mężczyzn Niemcy sformowali oddział policji pomocniczej. Stali polscy mieszkańcy i część uchodźców pozostała w miejscowości do czasu ponownego zajęcia jej przez Armię Czerwoną (2–3 stycznia 1944). Polacy zostali ekspatriowani z Rokitna w 1945 roku. Osiedlili się na Dolnym Śląsku, w tym w Minkowicach Oławskich.
W 1989 liczyło 7182 mieszkańców.
W 2013 liczyło 6789 mieszkańców.

## Zabytki
- dawny kościół katolicki pw. św. Teresy powstały w l. 1931–1936, obecnie (2005 r.) dom kultury[2],
- kwatera żołnierzy polskich poległych w wojnie polsko-bolszewickiej 1920 roku na zniszczonym cmentarzu rzymskokatolickim.

## Osoby związane z Rokitnem
Bruno Wyrobisz (1900–1973) – ksiądz rzymskokatolicki diecezji łuckiej, doktor prawa kanonicznego, w latach 1931–1939 proboszcz w Rokitnie, a następnie w Harbutowicach i Sułkowicach.

## Przemysł
- huta szkła, rozbudowana po II wojnie światowej[2]